# William Haselden Ellerbe

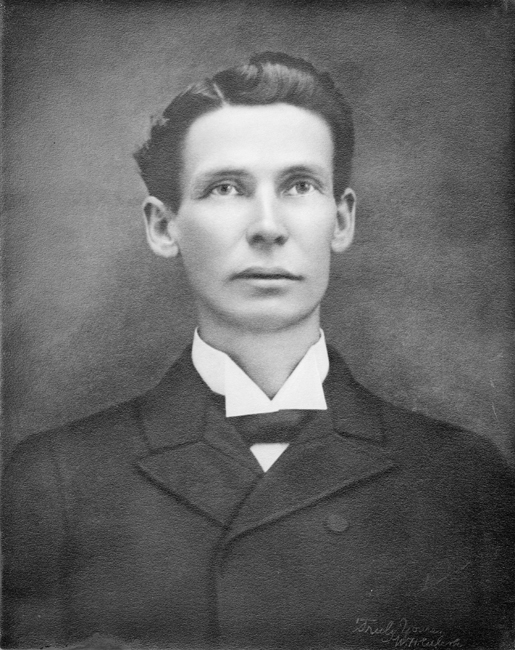
William Haselden Ellerbe (um 1890)

William Haselden Ellerbe (* 7. April 1862 in Marion, South Carolina; † 2. Juni 1899) war ein US-amerikanischer Politiker (Demokraten) und von 1897 bis 1899 Gouverneur von South Carolina.

## Frühe Jahre
William Ellerbe besuchte das Wofford College in Spartanburg in South Carolina und die Vanderbilt University in Nashville, Tennessee. Anschließend war er in South Carolina als Pflanzer und Geschäftsmann tätig. Politisch schloss er sich der Demokratischen Partei an. Im Gegensatz zu den meisten seiner Amtsvorgänger war er niemals Abgeordneter oder Senator, weder in South Carolina, noch in Washington. Zwischen 1890 und 1892 war er Leiter des Rechnungshofs von South Carolina (Comptroller General). Im Jahr 1894 bemühte er sich erfolglos um die Nominierung seiner Partei für die Gouverneurswahl.

## Gouverneur von South Carolina
Für die 1896 anstehenden Gouverneurswahlen wurde Ellerbe dann doch von seiner Partei zum Spitzenkandidaten nominiert. Bei den Wahlen vom 3. November dieses Jahres wurde er mit 89,1 % der Stimmen zum neuen Gouverneur gewählt. Zwei Jahre später wurde er sogar ohne Gegenkandidaten in seinem Amt bestätigt. In seiner Amtszeit musste er Truppen für den Krieg gegen Spanien rekrutieren. Aufgrund der Kürze des Krieges hatte dieser aber kaum Auswirkungen auf South Carolina. Im März 1897 wurde in South Carolina erstmals eine allgemeine Einkommensteuer eingeführt. In der Rassenfrage setzte der Gouverneur die konservative Haltung seiner beiden Vorgänger Benjamin Ryan Tillman und John Gary Evans fort. Im Februar 1898 wurde ein Gesetz erlassen, wonach Schwarze und Weiße in getrennten Eisenbahnwaggons fahren mussten. Die Segregation schritt damals schnell voran und so kam es am Tag seiner Wiederwahl zum Gouverneur, dem 8. November 1898, im Greenwood County zu Rassenunruhen, bei denen sieben Schwarze und ein Weißer getötet wurden. Gouverneur Ellerbe konnte wegen seines frühen Todes seine zweite Amtszeit nicht mehr beenden. 

## Privates
Er starb am 2. Juni 1899 im Amt. Ellerbe war mit Henrietta Rogers verheiratet, mit der er sechs Kinder hatte.